# Boksitogorskij rajon
Il Boksitogorskij rajon (in russo Бокситогорский район?) è un rajon dell'Oblast' di Leningrado, nella Russia europea occidentale; il capoluogo è la città di Boksitogorsk.